# Adagia

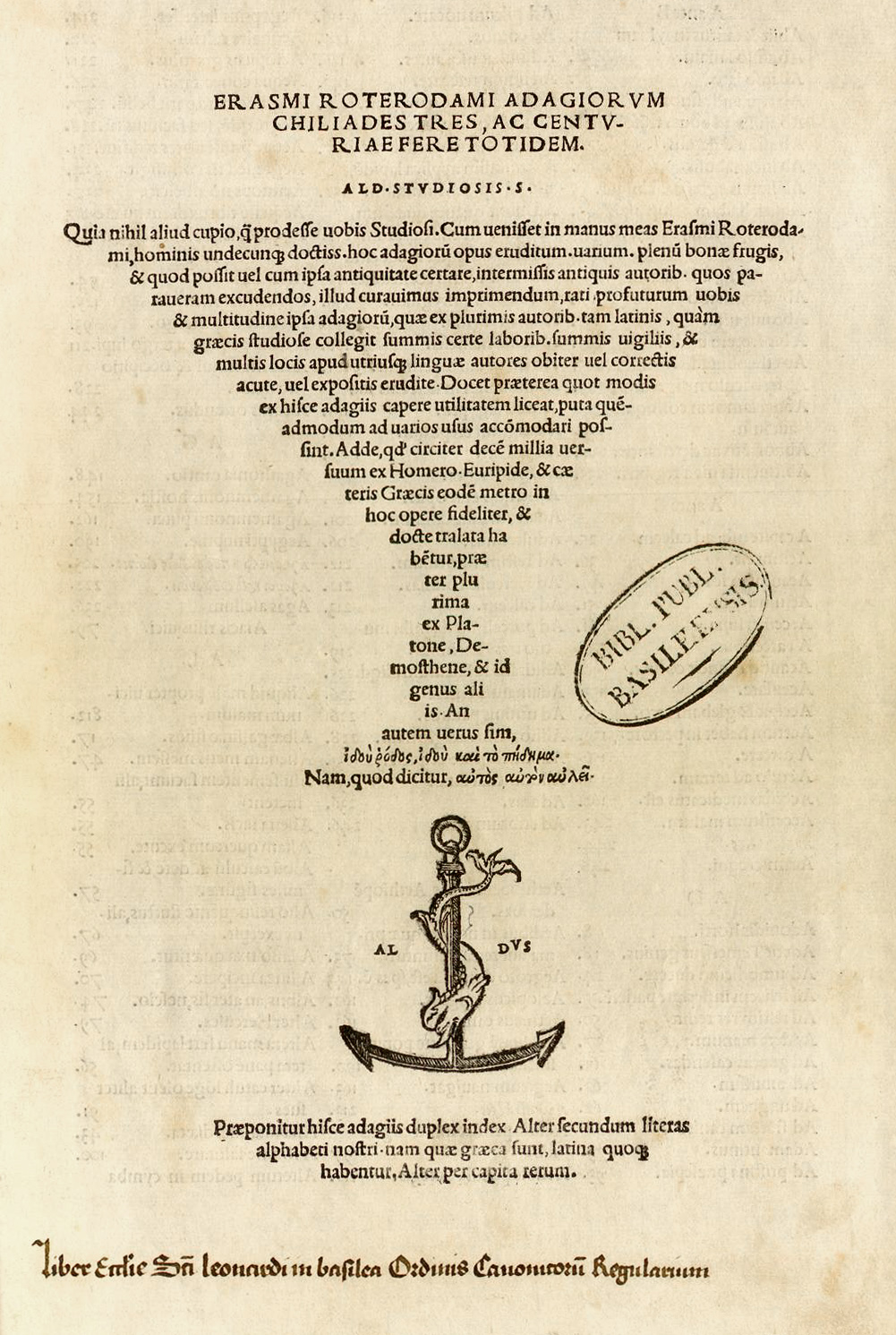
Página de rosto da edição de 1508, impressa por Aldus Manutius, Veneza

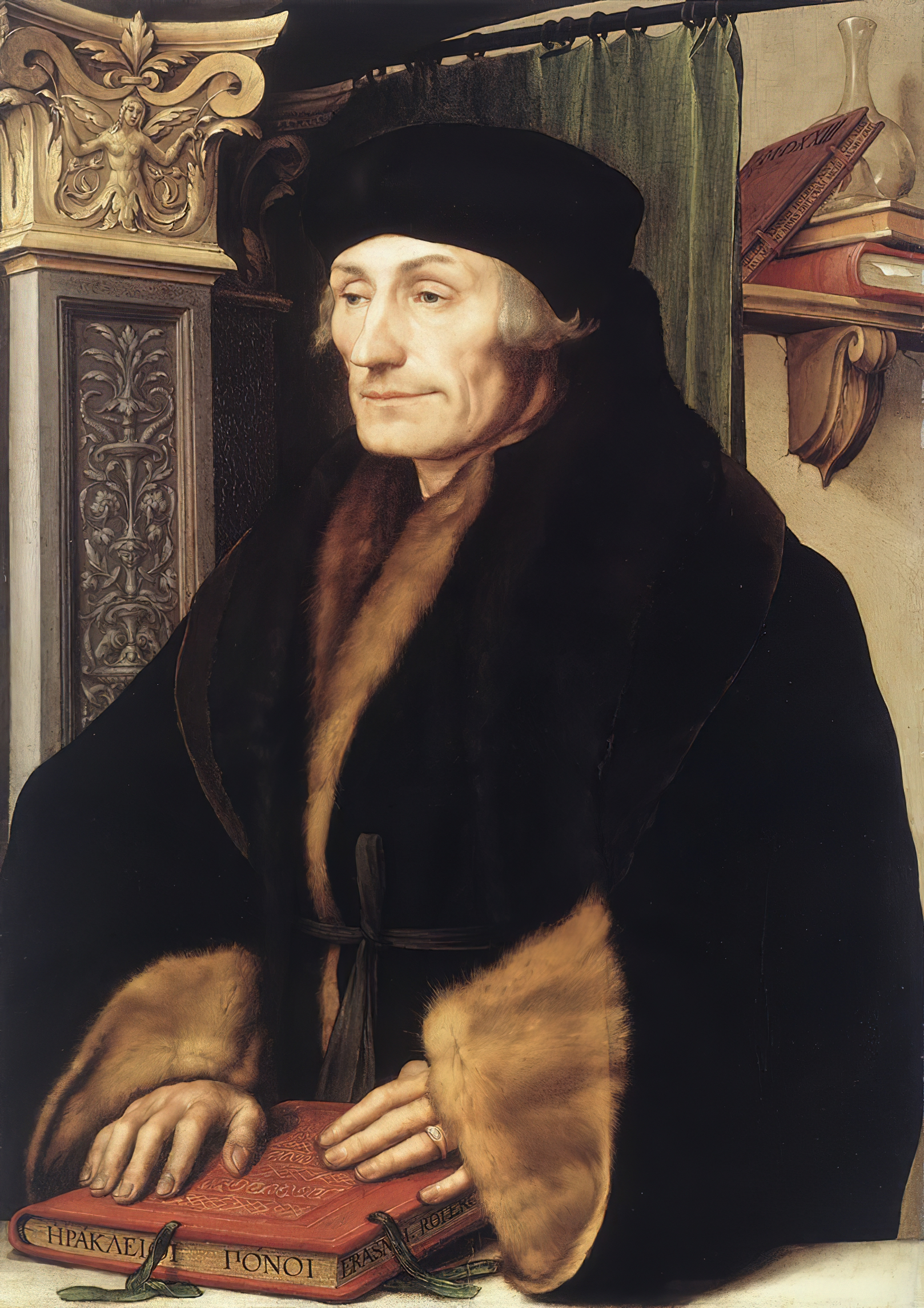
Retrato de Erasmo por Hans Holbein, o Jovem, 1523

Adagia (singular adagium) é o título de uma coleção anotada de provérbios gregos e latinos, compilada durante o Renascimento pelo humanista holandês Desiderius Erasmus Roterodamus. A coleção de provérbios de Erasmo é "uma das mais monumentais... já reunidas".
A primeira edição, intitulada Collectanea Adagiorum, foi publicada em Paris em 1500, em um pequeno quarto de cerca de oitocentos verbetes. Em 1508, após sua estada na Itália, Erasmo havia expandido a coleção (agora chamada Adagiorum chiliades tres ou "Três milhares de provérbios") para mais de 3 000 itens, muitos acompanhados de comentários ricamente anotados, alguns dos quais eram breves ensaios sobre política e moral. tópicos. A obra continuou a expandir-se até à morte do autor em 1536 (para um total final de 4 151 verbetes), confirmando o fruto da vasta leitura de Erasmo na literatura antiga.

## Exemplos comuns deAdagia
Alguns dos adágios tornaram-se comuns em muitas línguas europeias:
| - Mais pressa, menos velocidade - O cego guiando o cego - A carne de um homem é o veneno de outro homem - Necessidade é a mãe da invenção - Um passo de cada vez - Estar no mesmo barco - Até uma criança pode ver - Ter um pé no barco de Caronte (Ter um pé na cova) - Fora de sintonia - Um ponto no tempo - Eu dei o melhor que pude - Nascido do mesmo ovo - Como se estivesse em um espelho - Pense antes de começar - O que está feito não pode ser desfeito - Muitos parasangs à frente (milhas à frente) - Não podemos todos fazer tudo - Um cadáver vivo - Onde há vida há esperança - O tempo revela todas as coisas - Algemas de ouro - Lágrimas de crocodilo - Você tocou no assunto com a ponta de uma agulha (para acertar em cheio) | - Andar na corda bamba - O tempo tempera a dor (o tempo cura todas as feridas) - Matar dois coelhos com uma cajadada só - As entranhas da terra - Pendurado por um fio - Levantar âncora - Em terra de cego quem tem um olho é rei - Dito e feito - Como ensinar um novo idioma a um velho (não se pode ensinar novos truques a um cachorro velho) - Um mal necessário - Há muitos deslizes entre o copo e o lábio - Não deixar pedra sobre pedra - Deus ajuda quem se ajuda - A grama é mais verde por cima da cerca - Uma andorinha só não faz verão - Seu coração estava em suas botas - Quebrar o gelo - Morrer de rir - Para olhar um cavalo de presente na boca - Tal pai tal filho - Não vale um estalar de dedos - Passo de caracol - Um escaravelho caçando uma águia |

## Contexto
A obra reflete uma atitude típica do Renascimento em relação aos textos clássicos: a saber, que eles eram adequados para apropriação e amplificação, como expressões de uma sabedoria atemporal descoberta pela primeira vez pelos autores clássicos. É também uma expressão do humanismo contemporâneo; a Adagia só poderia ter acontecido por meio do ambiente intelectual em desenvolvimento, no qual uma atenção cuidadosa a uma gama mais ampla de textos clássicos produziu uma imagem muito mais completa da literatura da antiguidade do que era possível ou desejado na Europa medieval.